# Xã Gaeland, Quận Gove, Kansas
Xã Gaeland (tiếng Anh: Gaeland Township) là một xã thuộc quận Gove, tiểu bang Kansas, Hoa Kỳ. Năm 2010, dân số của xã này là 52 người.